# Чинахов, Егор Витальевич
Егор Витальевич Чинахов (род. 1 февраля 2001, Пермь) — российский хоккеист, нападающий клуба НХЛ «Коламбус Блю Джекетс» и его фарм-клуба «Кливленд Монстерз». Обладатель Кубка Гагарина 2021 года в составе омского «Авангарда».

## Карьера
Родился в Перми, в семье хоккеиста Виталия Чинахова.  В возрасте 3-х лет впервые встал на коньки, а уже с 4-х лет родители записали Егора в хоккейную секцию. Позже стал играть за омскую юношескую команду «Авангарда», в составе которой стал выступать на уровне первенства России Региона Урал — Западная Сибирь, среди юношей своей возрастной категории. Некоторое время выступал в составе команды Югорского колледжа-интерната олимпийского резерва из Ханты-Мансийска, после чего вернулся в Омск.
В сезоне 2017/18 Чинахова начали подпускать к тренировкам и играм в составе молодёжной команды «Омские ястребы» на уровне МХЛ. Дебютировал на профессиональном уровне, проведя четыре матча, в которых отметился четырьмя результативными передачами, а также одной заброшенной шайбой. В следующем сезоне провёл 44 матча, включая игры плей-офф, в которых набрал 18 баллов. В сезоне 2019/20 сыграл 60 матчей за молодёжную команду, в которых забросил 28 шайб и отдал 42 результативные передачи; был вызван в фарм-клуб — «Ижсталь» из ВХЛ. Там за два проведённых матча забросил две шайбы и отдал одну передачу.
Летом 2020 года с основной командой «Авангарда» прошёл подготовку к сезону 2020/21, отыграл в нескольких предсезонных матчах, в которых забрасывал шайбы и 3 сентября, в матче против новосибирской «Сибири», дебютировал в КХЛ. 25 сентября в матче против клуба «Куньлунь Ред Стар» Чинахов забросил свою первую шайбу в лиге, а спустя четыре дня, в игре против финского «Йокерита», впервые сумел отличиться двумя заброшенными шайбами за игру. В октябре месяце был выбран на драфте НХЛ, под 21-м номером командой «Коламбус Блю Джекетс». В своём дебютном сезоне КХЛ выиграл кубок Гагарина в составе «Авангарда».
В начале осени 2021 года Чинахов уехал в тренировочный лагерь новичков «Блю Джекетс», где, сначала зарекомендовал себя в предсезонных играх, в которых отличался заброшенными шайбами, а перед началом сезона 2021/2022 попал в обойму и основной команды. Дебют в НХЛ пришёлся на матч против «Детройт Ред Уингз», состоявшийся 19 октября, в котором Чинахов отыграл 12 минут. Первые очки набрал в матче против «Колорадо Эвеланш», сделав две голевые передачи. 15 ноября 2021 года в матче против «Детройт Ред Уингз» забросил первую шайбу в НХЛ, а также отметился результативной передачей и по итогу был признан «первой звездой» встречи.
27 ноября 2023 года впервые в истории НХЛ сразу 4 российских хоккеиста забросили шайбы за один клуб в одном матче. В игре «Коламбус Блю Джекетс» — «Бостон Брюинз» (5:2) по шайбе в составе хозяев забросили Дмитрий Воронков, Иван Проворов, Егор Чинахов и Кирилл Марченко.

## Карьера в сборной
Егор Чинахов вызывался в юниорские и молодёжную сборные России. В сезоне 2018/19 стал обладателем бронзовых медалей на кубке Глинки / Гретцки 2018, проходившем в канадских городах Эдмонтон и Ред-Дир, а также поехал на чемпионат мира среди юниорских команд, проходившем в шведских городах Эрншёльдсвик и Умео, на котором стал серебряным призёром.
В начале ноября 2020 года был вызван в состав национальной сборной на первый этап Еврохоккейтура — Кубок Карьяла 2020, проходившем с 5 по 8 ноября в Хельсинки. На этом турнире сборная России, составленная, в основном, из молодых хоккеистов, завоевала золотые медали, а Чинахов забросил три шайбы и отдал две результативные передачи. В конце 2020 года был вызван в состав молодёжной сборной России для участия в чемпионате мира, проходившем в канадском Эдмонтоне.

## Статистика
| Легенда | Легенда                    | Легенда | Легенда                   | Легенда | Легенда    |
| ------- | -------------------------- | ------- | ------------------------- | ------- | ---------- |
| И       | Количество проведённых игр | Штр     | Штрафное время            | +/−     | Плюс-минус |
| Г       | Голы                       | П       | Голевые передачи          | О       | Очки       |
| -       | Статистика неизвестна      | —       | Статистика не учитывалась |         |            |

## Достижения

### Командные

#### КХЛ
| Год  | Команда  | Достижение                |
| ---- | -------- | ------------------------- |
| 2021 | Авангард | Обладатель Кубка Гагарина |

#### В сборной
| Год  | Команда         | Достижение                                   |
| ---- | --------------- | -------------------------------------------- |
| 2018 | Россия (юниор.) | Бронзовый призёр кубка Глинки/Гретцки        |
| 2019 | Россия (юниор.) | Серебряный призёр юниорского чемпионата мира |
| 2020 | Россия          | Победитель кубка Карьяла                     |

### Индивидуальные

#### КХЛ
| Год  | Команда        | Достижение            |
| ---- | -------------- | --------------------- |
| 2020 | Омские Ястребы | Участник матча звёзд  |
| 2021 | Авангард       | Лучший новичок сезона |